# 프랭클린 원정

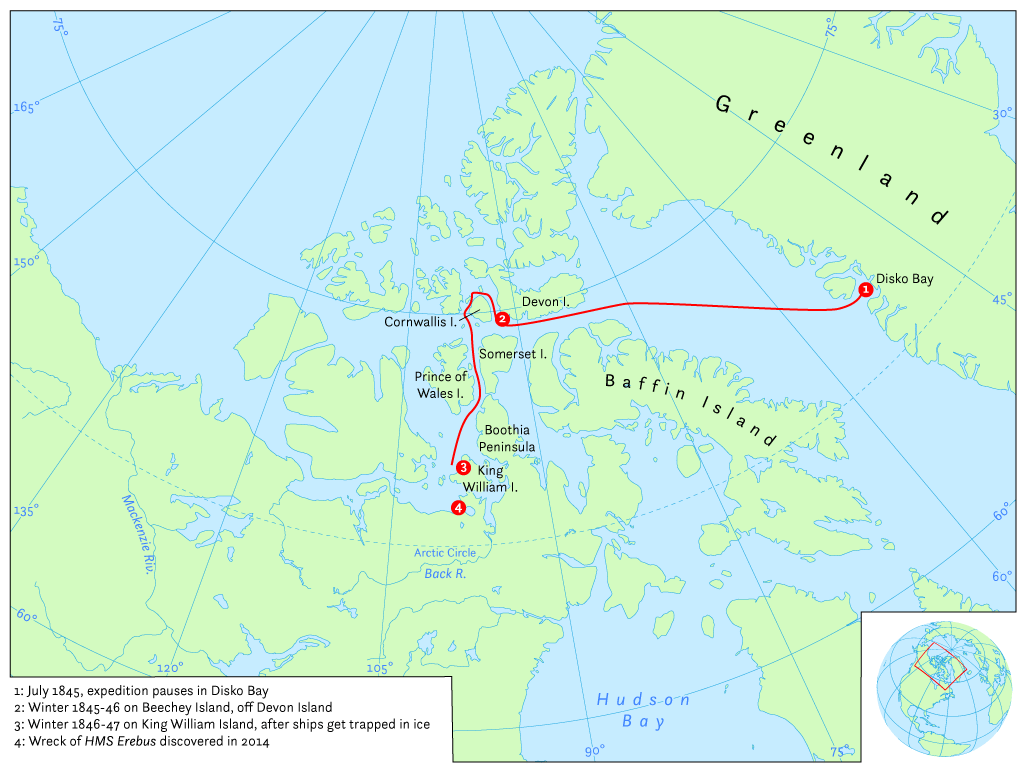
프랭클린의 원정 중 HMS 에레부스와 HMS 테러가 취한 추정 경로 지도

프랭클린 원정(영어: Franklin's lost expedition)은 1845년 HMS 에러버스와 HMS 테러라는 두 척의 배를 타고 영국을 출항한 존 프랭클린 선장이 이끈 영국의 북극 탐험 항해였지만 실패로 끝났다. 이 배는 캐나다 북극의 북서항로의 마지막 미항해 구역을 횡단하는 것이었다. 두 배와 총 129명의 장교와 병사로 구성된 선원들은 오늘날 캐나다 누나부트 준주에 있는 킹윌리엄섬 근처의 빅토리아 해협에서 얼음에 갇히면서 원정대는 오도가도 못하는 신세가 되었다. 1년 이상 얼음에 갇힌 후, 에레부스와 테러는 1848년 4월에 버려졌고, 그때까지 프랭클린을 포함한 20여 명이 사망했다. 생존자들은 이제 프랭클린의 부사령관인 프랜시스 크로지어와 에레버스의 함장인 제임스 피츠제임스가 이끄는 가운데 캐나다 본토로 출발하였으나 실종되었으며 전원 사망한 것으로 추정되고 있다.
프랭클린의 아내 제인 프랭클린과 다른 사람들의 압박에 따라 해군성은 1848년 실종된 원정대를 찾기 위한 수색을 시작했다. 그 후 수십 년 동안 진행된 여러 차례의 수색에서 원정대의 유물 몇 개가 발견되었는데, 여기에는 두 남자의 유해도 포함되어 있었고, 이들은 영국으로 반환되었다. 현대의 일련의 과학적 연구에 따르면 원정대원들이 모두 금방 죽지는 않은 것으로 나타났다. 저체온증, 기아, 납 중독 , 아연 결핍, 괴혈병을 포함한 질병과 적절한 의복과 영양이 부족한 상태에서 적대적인 환경에 노출되어 1845년 7월에 고래잡이 배에서 마지막으로 목격된 이후 몇 년 동안 원정대의 모든 사람이 사망했다고 추정된다. 이러한 연구 중에 회수된 일부 뼈에 있는 상처 자국도 프랭클린의 수색대원 존 레이가 1854년에 보고한 식인 풍습에 대한 주장을 뒷받침했다.
원정대의 악명 높은 실패에도 불구하고, 결국 발견될 많은 북서항로 중 하나의 근처를 탐사하는 데는 성공했다. 로버트 매클루어는 프랭클린 원정을 조사한 탐험대 중 하나를 이끌었는데, 이 항해 역시 나중에는 논란에 휩싸였다. 메클루어의 원정대는 대서양과 태평양을 연결하는 얼음으로 둘러싸인 항로를 찾은 후 돌아왔다. 북서항로는 1906년 로알 아문센이 조아를 타고 이 통로를 횡단할 때까지 배로 항해되지 않았다.
2014년, 파크스 캐나다가 이끄는 수색대가 퀸모드만 동쪽에서 에러버스 난파선을 발견했다. 2년 후, 북극 연구 재단이 킹윌리엄섬 남쪽, 테러만에서 테러 난파선을 발견했다. 현재 HMS 에러버스 난파선과 HMS 테러 국가사적지라는 통합 국가사적지로 보호받고 있으며 이 난파선 현장에서는 매년 연구와 다이빙 탐험이 이루어지고 있다.